# Shottas
Shottas è un film del 2002 diretto da Cess Silvera.

## Trama
Due giovani ragazzi originari della Giamaica, nati in mezzo alla violenza e povertà di Kingston, per elevarsi nella scala sociale, cercano di divenire Shottas, ovvero dei gangster.
Dopo aver fermato con l'inganno il conducente di un furgoncino, i due lo scoprono pieno di soldi, cogliendo così l'opportunità di andare in America e tentare di gestire il traffico di droga tra Miami e Kingston. Nasce però in breve un problema con i boss locali.